# Georg Wilhelm von Güntersberg
Georg Wilhelm von Güntersberg (* 1714 in Pommern; † 30. Dezember 1799) war ein preußischer Offizier, zuletzt Oberst und Kommandeur im Infanterieregiment Nr. 8, sowie letzter seines Geschlechts.

## Leben
Güntersberg begann seine Laufbahn in der Preußischen Armee 1731 als Gefreiterkorporal im Infanterieregiment „Anhalt-Zerbst“. Diesem Regiment sollte er seine gesamte Dienstzeit über treu bleiben. 1738 avancierte er zum Fähnrich, am 31. Dezember 1742 wurde er zum Sekondeleutnant befördert. In den Jahren 1744/45 nahm er am Zweiten Schlesischen Krieg teil. So war er an der Belagerung von Prag und Cosel, der Schlacht bei Hohenfriedberg und dem Gefecht bei Jaromier aktiv beteiligt. Am 10. August 1750 erfolgte seine Beförderung zum Premierleutnant.
In den Jahren 1757/63 nahm er am Siebenjährigen Krieg teil. Hier war er in den Schlachten bei Prag, Breslau, Leuthen, Zorndorf, Liegnitz, Torgau und Freiberg, der Belagerung von Olmütz, dem Gefecht bei Domstädtl und dem Überfall bei Hochkirch zugegen. Gleich zu Beginn des Feldzuges avancierte er am 10. Mai 1757 zum Stabskapitän, am 12. November 1760 zum Kapitän und wurde gleichzeitig Chef einer Kompanie, am 2. Juni 1772 in Friedenszeiten schließlich zum Major. Es folgte die Teilnahme am Bayerischen Erbfolgekrieg 1778/79 mit Beteiligung an den Gefechten bei Niklasberg und Brix. Am 16. Januar 1781 wurde Güntersberg Kommandeur des Infanterieregiments Nr. 8, den 21. Mai selben Jahres avancierter er mit Patent vom 11. Juni 1781 zu Oberstleutnant. Am 21. Mai 1783 wurde er schlussendlich zum Oberst mit Patent vom 31. Mai 1783 befördert. Bei der großen Revue vom Juni 1784 erhielt er den Orden Pour le Mérite. Am 18. Juni 1785 dimittierte Güntersberg mit einer Pension von 400 Talern.

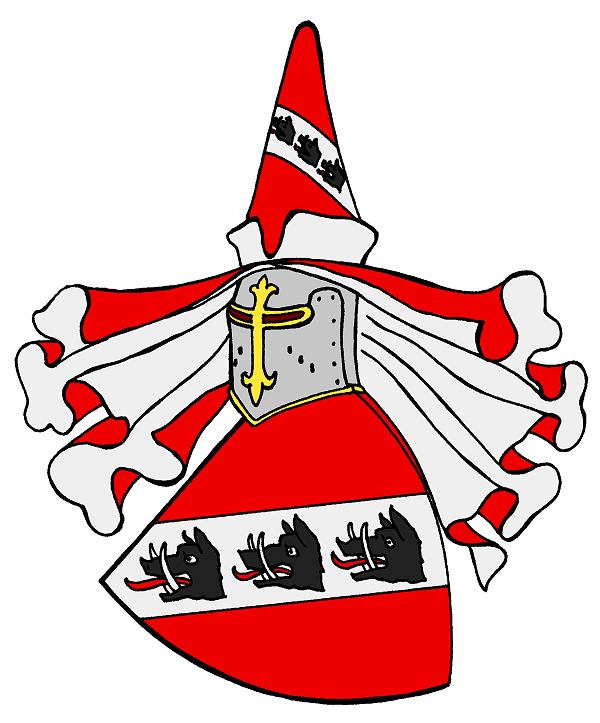
Wappen derer von Güntersberg

## Familie
Er war der letzte Spross des Adelsgeschlechts von Güntersberg.
Sein Vater soll Ernst Jürgen von Güntersberg auf Reichenbach gewesen sein, dessen einziger Sohn er demnach war. Georg Wilhelm ersuchte für sich 1769 um Allodifikation für Ziegenhagen und Falkenhagen (wohl Falkenwalde?) sowie 1783 um Allodifikation für einen Teil von Reichenbach. Diese Güter waren zuletzt bei Matthias von Güntersberg (1584–1650) besitzlich versammelt. 1787 verzichtete er zudem gegen Abfindung auf seine Lehnsansprüche an Pumptow, das der hinterpommerscher Landrat Philipp von Güntersberg, ein Sohn des vorgenannten, 1671 erworben hatte.
Zwar hatte er einen natürlichen Sohn August Gottlob, der 1787 legitimiert wurde und die königliche Erlaubnis erhielt, den väterlichen Namen und dessen Wappen zu führen, jedoch soll dieser ohne Nachkommen zu hinterlassen vor dem Vater verstorben sein.